# Gesellschaft mit beschränkter Haftung

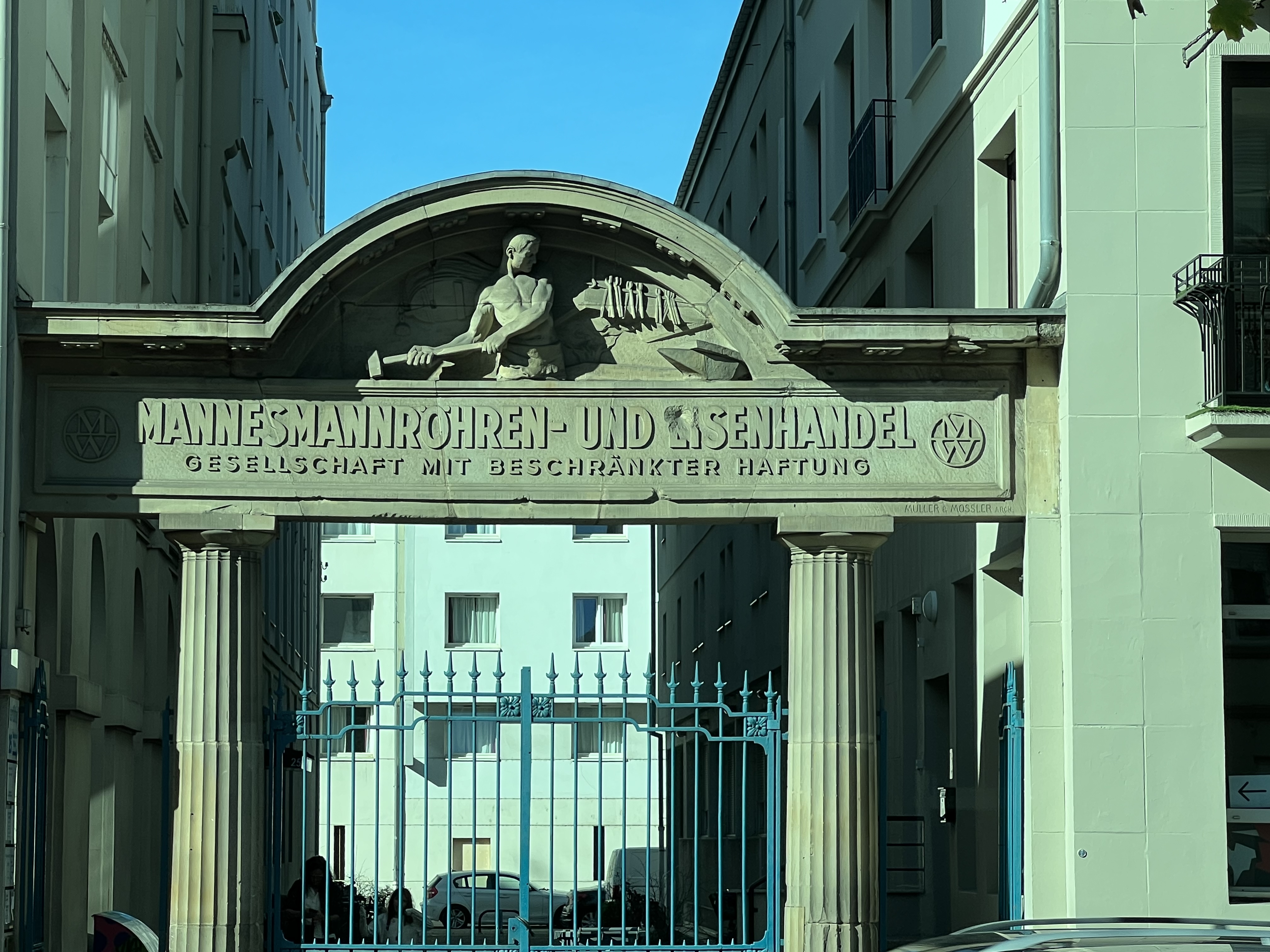
Bas-relief uit 1910 van de firma Mannesmann in Straatsburg met vermelding van het gegeven dat ze een Gesellschaft mit beschränkter Haftung waren.

Gesellschaft mit beschränkter Haftung, letterlijk vertaald uit het Duits vennootschap met beperkte aansprakelijkheid, is een rechtsvorm in Duitsland, Oostenrijk, Zwitserland en andere Centraal-Europese landen. Meestal wordt hiervoor de afkorting GmbH gebruikt, maar in Oostenrijk werd het vroeger vaker GesmbH of Ges.m.b.H. genoemd. Vaak wordt Gesellschaft voluit geschreven en mbH los toegevoegd.
Deze ondernemingsvorm komt overeen met de besloten vennootschap (bv) in België en Nederland. In het Franstalige deel van België wordt dit société à responsabilité limitée (SRL) genoemd en in Groot-Brittannië Private Limited Company (Ltd.) of Private Limited Liability Company (PLLC).